# Hermann Brandt (Mediziner, 1897)

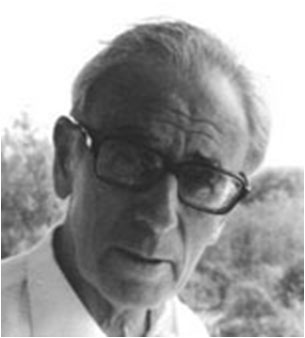
Hermann Brandt

Hermann Brandt (* 6. Oktober 1897 in La Chaux-de-Fonds; † 15. November 1972 in Genf) war ein Schweizer Sportmediziner. Er wurde bekannt durch die Entwicklung der Sportart Tchoukball.

## Sportmedizinische Aktivitäten
Nach seinem Medizin- und Biologie-Studium praktizierte Brandt in Genf und hat sich seit den 1920er Jahren vor allem Verdienste in der Sportmedizin erworben. Auf seine Initiative wurden 1928 im Genfer Turnverein sportmedizinische Untersuchungen eingeführt. In den 1930er und 1940er Jahren unterstützte er die Einführung von Volleyball für Frauen in der Schweiz. Nach dem Krieg arbeitete er als Mannschaftsarzt in verschiedenen Sportarten (Volleyball, Handball, Behindertensport). 

## Entwicklung von Tchoukball
Brandts besondere Aufmerksamkeit galt stets der Vermeidung von Verletzungen. Das war in den 1960er Jahren auch ursächlich für seine Überlegungen zur Schaffung eines Ballspiels ohne Körpereinsatz gegen die Mitspieler: Tchoukball. Ursprünglich als Spiel- und Trainingsmittel gedacht, wird die Sportart heute in vielen Ländern betrieben. 1971 wurde mit der FITB ein internationaler Verband gegründet, dessen erster Präsident Brandt bis zu seinem Tode war.